# National Ice Hockey League 2017/18
Die Saison 2017/18 war die Austragung der britischen National Ice Hockey League. Diese stellte ab der Saison 2017/18 nach der Elite Ice Hockey League die 2. Liga des britischen Eishockeys dar, da die English Premier Ice Hockey League nicht fortgeführt wurde. An ihr nahmen neben den englischen und walisischen Mannschaften auch eine schottische Mannschaft teil.

## Modus und Teilnehmer
Die Mannschaften spielten in regionalen Zonen „North“, die in eine Moralee Conference und eine darunter angesiedelte Laidler Conference eingeteilt ist, und „South“, die in eine Britton Conference und eine darunter angesiedelte Wilkinson Conference eingeteilt ist.

## North Conference

### Moralee Division
| Platz | Mannschaft          | Spiele | S  | SO/P | NO/P | N  | Tore    | Punkte |
| ----- | ------------------- | ------ | -- | ---- | ---- | -- | ------- | ------ |
| 1     | Sheffield Steeldogs | 36     | 28 | 3    | 1    | 4  | 191:72  | 63     |
| 2     | Hull Pirates        | 36     | 26 | 3    | 2    | 5  | 274:110 | 60     |
| 3     | Telford Tigers      | 35     | 26 | 1    | 2    | 6  | 212:77  | 56     |
| 4     | Solway Sharks       | 35     | 19 | 1    | 1    | 14 | 172:123 | 41     |
| 5     | Solihull Barons     | 36     | 16 | 5    | 1    | 14 | 182:132 | 41 *   |
| 6     | Whitley Warriors    | 36     | 16 | 0    | 4    | 16 | 135:145 | 36     |
| 7     | Blackburn Hawks     | 36     | 13 | 3    | 1    | 19 | 142:145 | 33     |
| 8     | Billingham Stars    | 35     | 10 | 1    | 2    | 22 | 155:178 | 24     |
| 9     | Nottingham Lions    | 36     | 5  | 0    | 3    | 28 | 84:214  | 13     |
| 10    | Deeside Dragons     | 35     | 2  | 0    | 0    | 33 | 77:428  | 4      |

Legende: S–Siege, SO/P–Siege nach Overtime oder Penalty, NO/P–Niederlage nach Overtime oder Penalty, N–Niederlage

Play-Offs
Stand: 17. April 2018

### Laidler Division
| Platz | Mannschaft         | Spiele | S  | SO/P | NO/P | N  | Tore    | Punkte |
| ----- | ------------------ | ------ | -- | ---- | ---- | -- | ------- | ------ |
| 1     | Sutton Sting       | 36     | 27 | 1    | 3    | 5  | 127:60  | 59     |
| 2     | Widnes Wild        | 35     | 23 | 2    | 1    | 9  | 134:56  | 52 *   |
| 3     | Hull Jets          | 36     | 21 | 5    | 0    | 10 | 168:82  | 52     |
| 4     | Telford Tigers II  | 36     | 23 | 2    | 1    | 10 | 201:114 | 51     |
| 5     | Altrincham Aces    | 36     | 19 | 3    | 5    | 9  | 152:75  | 49     |
| 6     | Sheffield Senators | 35     | 19 | 2    | 1    | 13 | 145:83  | 44 *   |
| 7     | Bradford Bulldogs  | 35     | 13 | 1    | 3    | 18 | 97:105  | 32 *   |
| 8     | Coventry Blaze     | 35     | 10 | 2    | 3    | 20 | 93:95   | 28 *   |
| 9     | Deeside Dragons II | 34     | 3  | 0    | 1    | 30 | 71:281  | 9 *    |
| 10    | Blackburn Hawks II | 36     | 0  | 1    | 1    | 34 | 49:286  | 3      |

Legende: S–Siege, SO/P–Siege nach Overtime oder Penalty, NO/P–Niederlage nach Overtime oder Penalty, N–Niederlage

Play-Offs
Halbfinale
|  | Sutton Sting | 4:3 | Telford Tigers II |  |

|  | Widnes Wild |  | Hull Jets |  |

Finale
|  | Sutton Sting | 3:6 | Widnes Wild |  |

Stand: 17. April 2018

## South Conference

### Britton Division
| Platz | Mannschaft            | Spiele | S  | SO/P | NO/P | N  | Tore    | Punkte |
| ----- | --------------------- | ------ | -- | ---- | ---- | -- | ------- | ------ |
| 1     | Basingstoke Bison     | 32     | 26 | 2    | 0    | 4  | 158:60  | 56     |
| 2     | Peterborough Phantoms | 32     | 23 | 4    | 2    | 3  | 159:69  | 56     |
| 3     | Swindon Wildcats      | 32     | 18 | 4    | 4    | 6  | 150:92  | 48     |
| 4     | London Raiders        | 32     | 16 | 2    | 1    | 13 | 121:106 | 37     |
| 5     | Bracknell Bees        | 32     | 13 | 3    | 2    | 14 | 137:125 | 34     |
| 6     | Streatham IHC         | 32     | 13 | 1    | 1    | 17 | 114:110 | 29     |
| 7     | Milton Keynes Thunder | 32     | 6  | 3    | 6    | 16 | 74:120  | 25     |
| 8     | Invicta Dynamos       | 32     | 6  | 3    | 4    | 19 | 88:137  | 22     |
| 9     | Cardiff Fire          | 32     | 0  | 0    | 2    | 29 | 41:223  | 3      |

Legende: S–Siege, SO/P–Siege nach Overtime oder Penalty, NO/P–Niederlage nach Overtime oder Penalty, N–Niederlage

Play-Offs
Stand: 17. April 2018

### Wilkinson Division
| Platz | Mannschaft               | Spiele | S  | SO/P | NO/P | N  | Tore    | Punkte |
| ----- | ------------------------ | ------ | -- | ---- | ---- | -- | ------- | ------ |
| 1     | Oxford City Stars        | 26     | 22 | 1    | 0    | 3  | 223:55  | 46     |
| 2     | Solent Devils            | 26     | 22 | 0    | 1    | 3  | 164:58  | 45     |
| 3     | Bracknell Hornets        | 26     | 21 | 0    | 1    | 4  | 159:93  | 43     |
| 4     | Chelmsford Chieftains    | 26     | 20 | 0    | 0    | 6  | 186:74  | 40     |
| 5     | Peterborough Phantoms II | 26     | 15 | 2    | 0    | 7  | 144:84  | 36     |
| 6     | Guildford Phoenix        | 26     | 14 | 1    | 1    | 10 | 111:87  | 31     |
| 7     | Slough Jets              | 26     | 7  | 5    | 0    | 14 | 104:153 | 24     |
| 8     | Bristol Pitbulls         | 26     | 10 | 0    | 1    | 14 | 103:104 | 22     |
| 9     | Cardiff Fire II          | 26     | 10 | 1    | 0    | 15 | 97:138  | 22     |
| 10    | Haringey Huskies         | 26     | 8  | 1    | 1    | 16 | 93:162  | 19     |
| 11    | Basingstoke Buffalo      | 26     | 6  | 0    | 4    | 16 | 78:158  | 16     |
| 12    | Invicta Mustangs         | 26     | 5  | 2    | 1    | 18 | 75:161  | 15     |
| 13    | Swindon Wildcats II      | 26     | 6  | 0    | 1    | 19 | 85:158  | 13     |
| 14    | Lee Valley Lions         | 26     | 1  | 0    | 2    | 22 | 70:207  | 5      |

Legende: S–Siege, SO/P–Siege nach Overtime oder Penalty, NO/P–Niederlage nach Overtime oder Penalty, N–Niederlage

Play-Offs
Stand: 22. April 2018

## NIHL1 Play-Offs Final 4
Play-Offs
Halbfinale
| 7. April 2018 14:00 Uhr | Telford Tigers | 4:1 | Peterborough Phantoms | SkyDome Arena, Coventry |

| 7. April 2018 18:00 Uhr | Basingstoke Bison | 3:1 | Sheffield Steeldogs | SkyDome Arena, Coventry |

Finale
| 8. April 2018 18:00 Uhr | Telford Tigers | 0:4 | Basingstoke Bison | SkyDome Arena, Coventry |

Stand: 17. April 2018